# Еріх Маргольц
Еріх Маргольц (нім. Erich Mahrholz; 9 листопада 1879, Магдебург — 29 грудня 1969, Гамбург) — німецький офіцер, контрадмірал крігсмаріне.

## Біографія
12 квітня 1898 року вступив у кайзерліхмаріне. Учасник Першої світової війни, артилерійський офіцер на різних кораблях. Після демобілізації армії залишений в рейхсмаріне. 31 березня 1928 року вийшов у відставку.
1 вересня 1933 року повернувся на флот як офіцер земельної оборони (з 5 березня 1935 року — служби комплектування). З 1 жовтня 1937 року — морський комісар, з 1 вересня 1939 по 6 квітня 1941 року — комендант каналу імператора Вільгельма. 1 вересня 1940 року відновлений на дійсній службі. З 15 квітня 1941 року — командир Померанського узбережжя. 23 травня 1941 року переданий в розпорядження командувача-адмірала військово-морської станції «Остзе». З 30 жовтня 1941 року — знову комендант каналу імператора Вільгельма. 3 червня 1943 року знову переданий в розпорядження командувача-адмірала військово-морської станції «Остзе». 31 липня 1943 року звільнений у відставку.

## Звання
- Кадет (12 квітня 1898)
- Морський кадет (1 січня 1899)
- Фенріх-цур-зее (18 квітня 1899)
- Лейтенант-цур-зее (13 вересня 1901)
- Оберлейтенант-цур-зее (29 березня 1903)
- Капітан-лейтенант (30 березня 1908)
- Корветтен-капітан (18 вересня 1915)
- Фрегаттен-капітан (1 січня 1921)
- Капітан-цур-зее (1 травня 1928)
- Контрадмірал запасу (31 березня 1928)
- Контрадмірал (1 вересня 1940)

## Нагороди
- Залізний хрест
  - 2-го класу (5 січня 1915)
  - 1-го класу (14 травня 1916)
- Орден «За заслуги» (Баварія) 3-го класу з мечами і короною (15 липня 1916)
- Хрест «За військові заслуги» (Австро-Угорщина) 3-го класу з військовою відзнакою (20 липня 1916)
- Військовий Хрест Фрідріха-Августа (Ольденбург)
  - 2-го класу (2 вересня 1916)
  - 1-го класу (5 лютого 1917)
- Королівський орден дому Гогенцоллернів, лицарський хрест з мечами (14 липня 1918)
- Хрест «За вислугу років» (Пруссія) (22 березня 1920)
- Почесний хрест ветерана війни з мечами (11 січня 1935)
- Медаль «За вислугу років у Вермахті» 4-го, 3-го, 2-го і 1-го класу (25 років; 2 жовтня 1936) — отримав 4 нагороди одночасно.
- Хрест Воєнних заслуг
  - 2-го класу з мечами (5 грудня 1940)
  - 1-го класу з мечами (30 січня 1942)